# Кара-Отар
Кара́-Ота́р (укр. Кара-Отар, крымскотат. Qara Otar, Къара Отар) — исчезнувшее село в Первомайском районе Республики Крым, располагавшееся на западе района, в степной части Крыма, в верховьях балки Самарчик — примерно в 3 километрах к юго-западу от села Степное.

## История
Время образования поселения не выяснено — на карте 1836 и 1842 года обозначены уже развалины деревни Кара-Отар, также развалины Кара-Отара — на трёхверстовой карте 1865—1876 года.
Как жилая, деревня впервые упоминается в «…Памятной книжке Таврической губернии на 1892 год», согласно которой в деревне Кара-Отар, Биюк-Асской волости Евпаторийского уезда, входившей в Азгана-Карынский участок, был 31 житель в 4 домохозяйствах.
Земская реформа 1890-х годов в Евпаторийском уезде прошла после 1892 года; в результате Кара-Отар приписали к Коджанбакской волости. По «…Памятной книжке Таврической губернии на 1900 год» в деревне Кара-Отар числились 123 жителя в 19 дворах. По Статистическому справочнику Таврической губернии. Ч.II-я. Статистический очерк, выпуск пятый Евпаторийский уезд, 1915 год, на хуторе Кара-Отар (вакуф) Коджамбакской волости Евпаторийского уезда числилось 5 дворов с немецким населением в количестве 38 человек приписных жителей и 23 — «посторонних», из которых 36 мужчин и 25 женщин. Жители землёй не владели, на вакуфе числилось 900 десятин земли. В хозяйствах имелось 158 лошадей, 48 волов, 32 коровы и 350 голов мелкого скота. В дальнейшем в доступных исторических документах Кара-Отар не упоминается.